# 霊山寺 (沼津市)
霊山寺（りょうぜんじ・れいざんじ）は、静岡県沼津市にある寺院。曹洞宗永平寺派の寺院で、山号は兜卒林。霊山寺の読みは「りょうぜんじ」が正しいが、地元では「れいざんじ」の方が通りがいい。実際に、東海バスのバス停の名前は「れいざんじ」である。ただし、神社の敷地内にある横穴は「れいざんじ」おうけつである。

## 立地
霊山寺は沼津市上香貫東本郷町（駿東郡上香貫村、楊原村上香貫）にある。ここは市街地の東にある香貫山（標高193メートル）の麓であり、本堂や山門は山の崖を背後に、西を向いている。南には香貫山経塚、狩野川を挟んで対岸には日吉廃寺がある。同寺の墓地は本堂の背後、香貫山北西部の尾根に付き添うかのように広がっている。この墓地の敷地内に五輪塔が三基、宝篋印塔が四基ある。この中には中世の五輪塔、宝篋印塔も残っている。
ここは中世に遡って墓地として使用され続けてきた。近世は沼津城の近隣にある霊山寺の地域性からみても、武士層の墓地として使用されてきたことが想定されている。さらに遡っても、霊山寺の墓地がある地域は、古代の横穴墓の時代から墓域として利用されてきた。。そもそも霊山寺のある香貫地区には、東本郷古墳群（6世紀末から7世紀）を始めとして弥生時代以降の遺跡が数多く分布している。そして霊山寺墓地東側の崖面にもまた、横穴群が存在する。

## 歴史

### 霊山寺横穴

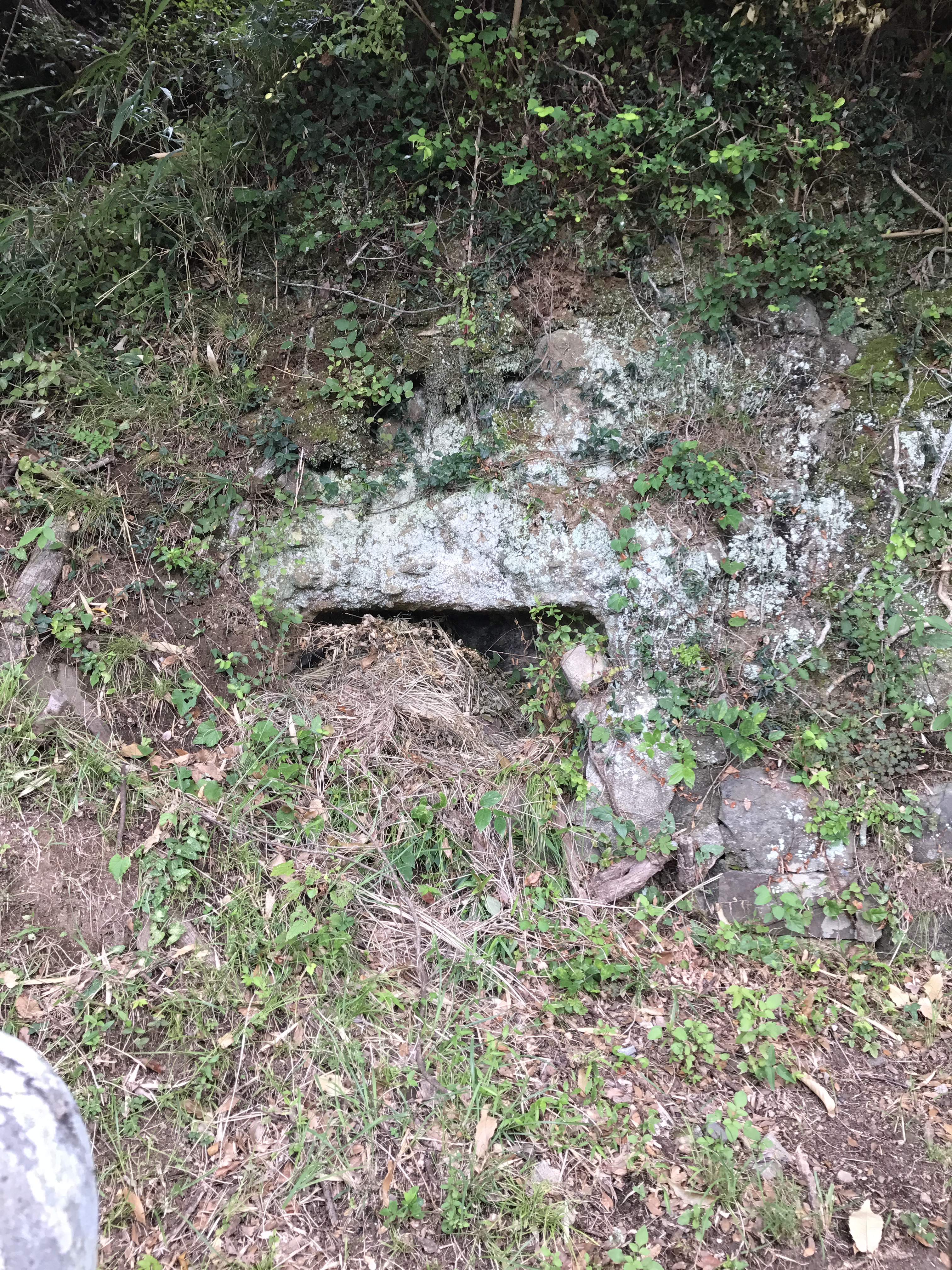
霊山寺横穴群の一部（2017年9月）

霊山寺のある香貫地区には、東本郷古墳群（6世紀末から7世紀）を始めとして弥生時代以降の遺跡が数多く分布している。霊山寺墓地東側の崖面には、横穴群が存在する。標高約8メートル付近の凝灰岩の露頭を掘削したもので、3段11基の存在が認められている。横穴の多くは3段目に位置しているが、これは墓地無縫塔群の背後にあたる。平面形では、奥の壁側が広い台形の構造が基本となっている。
この横穴群は霊山寺の西側にある東本郷古墳群よりやや遅い7-8世紀の造営と推定される。発掘調査は未実施のため、遺物の出土は記録されていない。横穴のほとんどがコンクリートで開口部を塞がれ、2-3基しか見ることができなくなっている。
伊豆半島北西部には、横穴群の分布が集中的にみられる。狩野川の左岸と右岸では性質が違い、左岸にあたる霊山寺横穴群などは数百万年前、伊豆と本州が衝突して1つになる前に海底に堆積していた火山灰や軽石などの地層の中に掘られている。この地層は掘削しやすく、壁面部には堆積時の縞模様が残されている。一方、右岸側の柏谷横穴群（田方郡函南町）などは数十万年前の箱根火山の火砕流堆積物などの中に多く作られている。
霊山寺横穴群は、伊豆半島北西部に分布する横穴の北西限を示す存在として貴重なものと評価されている。ただし、東本郷古墳群とは時間的に連続しておらず、造営集団の関連も不明である。この地に霊山寺が開創された理由については、香貫地区西側の一角が古くから古墳や横穴などが多く作られ、来世にかかわる空間であったこととの関連性が指摘されている。

### 建立後
1748年（延享5年）に火災に遭い、寺記がすべて燃えてしまったため、創建がいつなのかは分かっていない。だが、金沢文庫所蔵の『十八道私記』奥書に、「寛元二年甲辰二月廿九日申尅香貫郷於尺迦堂北僧坊書写了」という記述があることから、遅くとも鎌倉時代中期（1244年）には香貫郷に複数の僧堂を持つ寺院があったとみなせ、これが霊山寺の前身と考察されている。
五輪塔下から見つかった蔵骨器の銘文にある成真大徳は、『西大寺叡尊上人遷化之記』にある、叡尊の死の知らせを受けた極楽寺忍性が上洛させた駿州霊山寺成真と同一人物と見なすことができる。五輪塔の存在と考え合せ、鎌倉時代後期には霊山寺と呼ばれる律宗寺院となったと見なされている。弘治三年（1557年）伊豆国北条村の真珠院の住職機外永宜を招いて中興開山とし、曹洞宗に改宗した。永禄元年（1558年）の『朝比奈泰朝判物』では寺領十八貫文が安堵されている。16世紀半ばに曹洞宗の寺院として復興した霊山寺は、今川氏、北条氏の庇護を受けた。江戸時代も寺領朱印高31石3斗余りを安堵された。

### 江戸時代以降

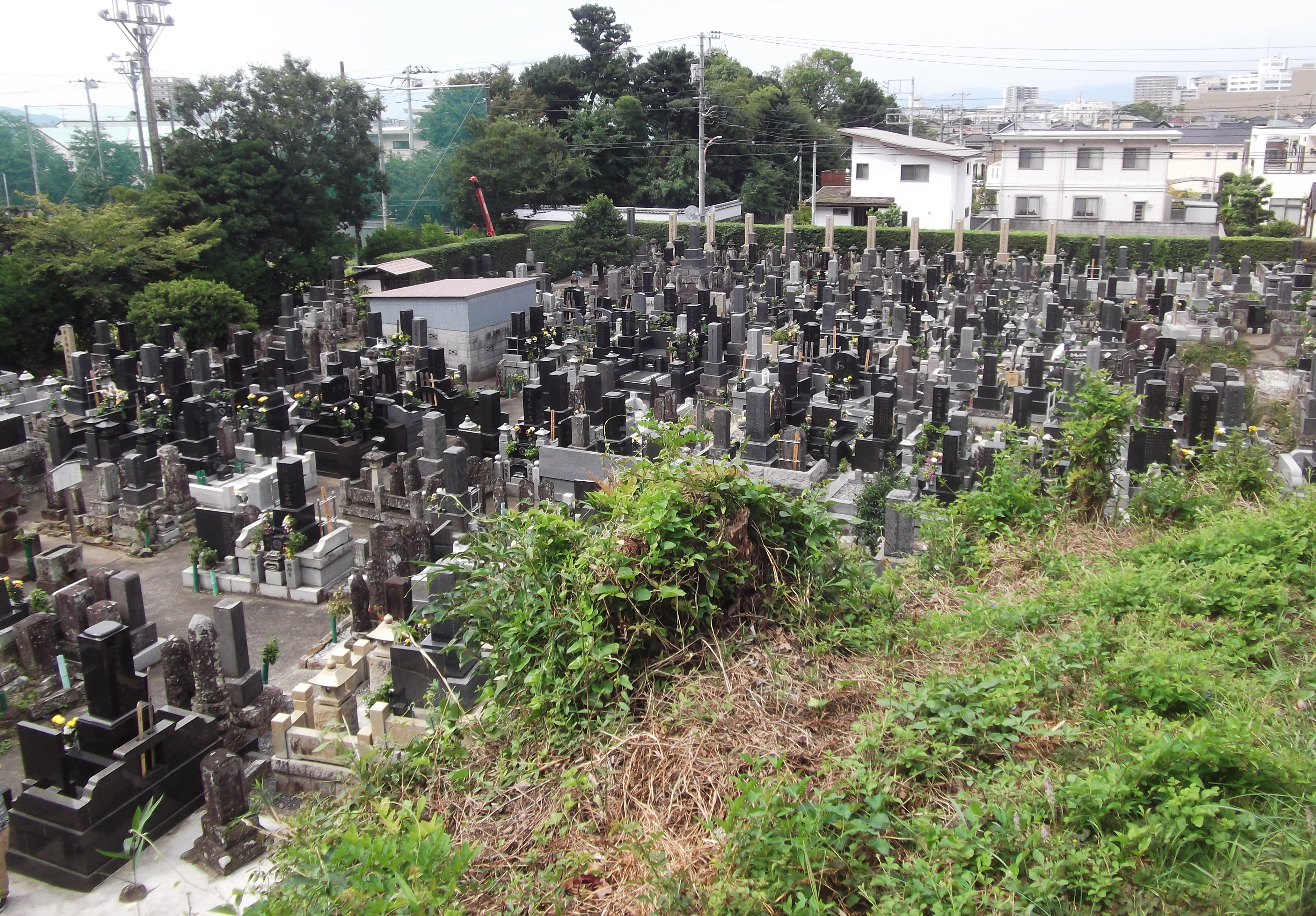
霊山寺の墓地（2017年9月）

霊山寺の近世墓を分析した結果、1630年代に墓の建立が始まり、17世紀代は建立された墓が急増し、18世紀になると増加傾向にストップがかかり、19世紀になると建立墓数は再び増加に転じるも、時期による増減が激しくなる、と言う傾向がわかった。歴史人口学の知見と霊山寺に建立された墓の数の推移が、おおむね一致しているとともに、18世紀に建立された墓の数の増加傾向がいったん落ち着くのは、墓に複数の戒名を刻むようになる習慣となったことが原因と考えられている。19世紀の墓の建立数が時期による増減が大きくなる理由ははっきりしないが、1830年代の天保の大飢饉の時期、最も多くの墓が建立されていることはわかっている。なお、本堂は1965年(昭和40年）に鉄筋コンクリート造で新築された。

## 文化財

### 梵鐘
梵鐘のサイズ、由来は下記の通り。

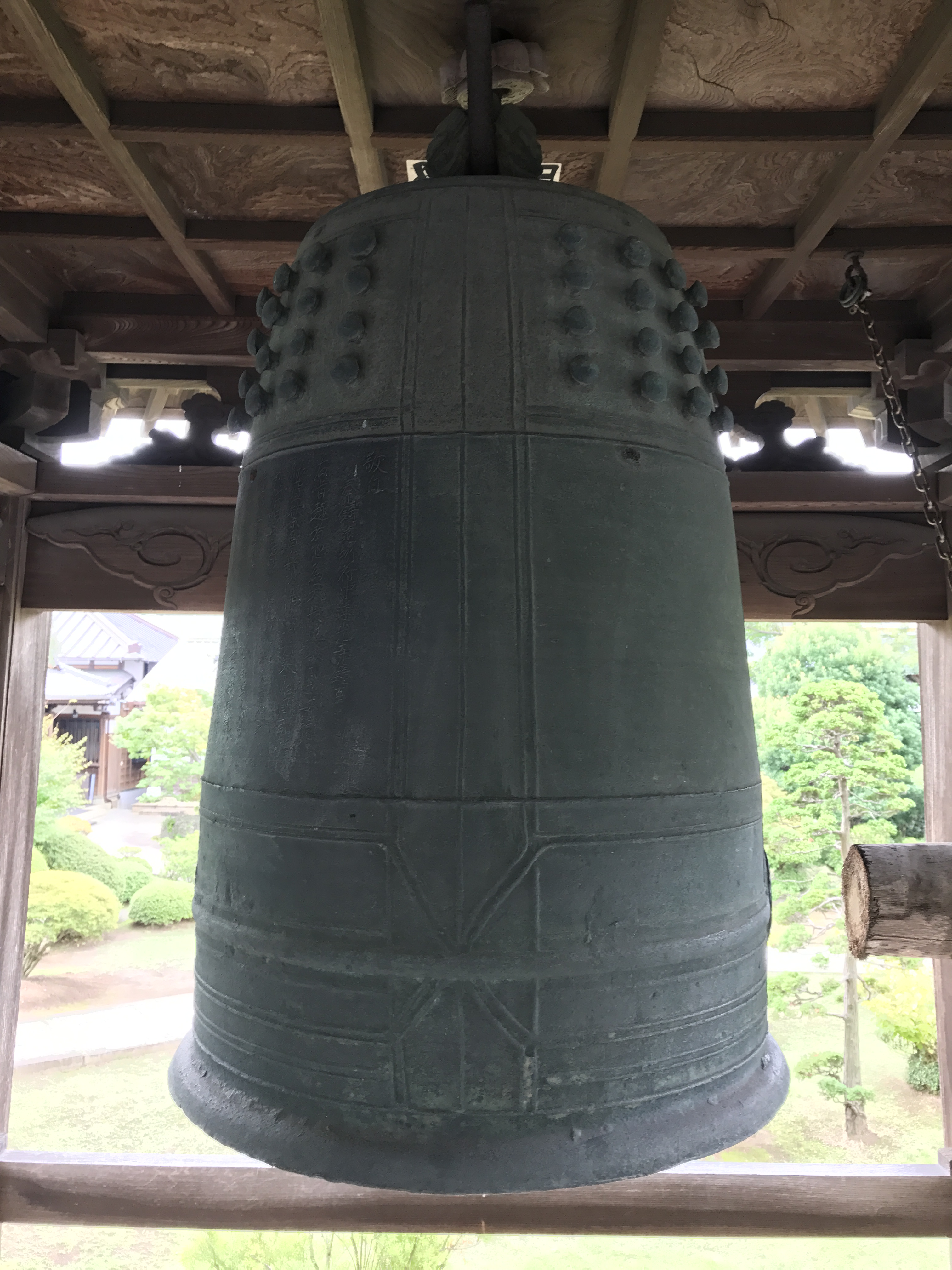
霊山寺梵鐘（2017年9月）

- 1口（工芸品） 昭和31年10月17日に県指定有形文化財指定
- 法量 総高 97センチメートル（3尺2寸）　口径　60.6センチメートル（2尺）
- 作者　赤佐住道阿、一宮住西願、一宮住崇一
- 1364年（貞治3年）4月に鋳造され、遠州府中見付の蓮光寺に奉納された。その後、三河の宝蔵寺に移り、1505年（永正2年）2月に浜松の普済寺を経て、現在の霊山寺に移された。銘文は、天下太平、国家安穏、仏法隆盛、特に国司源直氏、壇那の吉政、助成以下一紙半銭を奉納した人々の無病息災、大願成就、福徳円満が記されている。

ここで登場する源朝臣直氏とは、土岐直氏のことである。

### 変形宝篋印塔

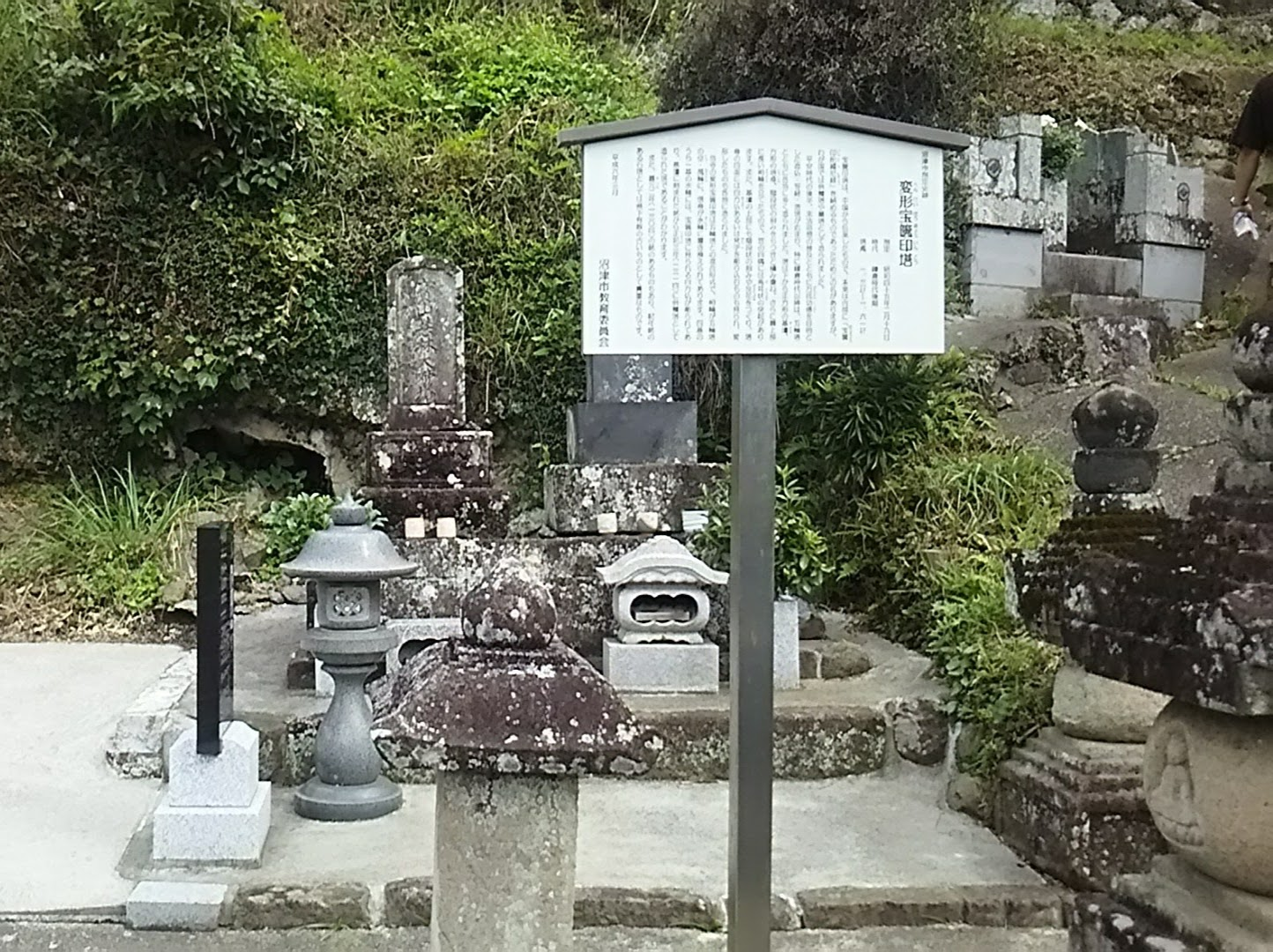
変形宝筐院塔。南から北向きに撮影。（2017年9月）

市指定文化財　指定日：昭和45年2月19日　法量：塔高　165センチメートル　基礎の幅63センチメートル

通常の宝篋印塔は塔身の部分が四角形であるが、この変形宝篋印塔は塔身が球形になっており四方に仏像が彫り込まれている。反花座と呼ばれている基礎の一面には「右志者為逆修　沙弥観妙　正和三年二月十三日　尼妙真　所造建如件」という文字が刻まれており、塔の一番上の部分は五輪塔と同じ宝珠と請花になっている。霊山寺敷地内には宝篋印塔が数基確認されており、いずれも変形宝篋印塔と同様の形に当たるが本塔が宝篋印塔として本来の姿と見るべきか、二次的な加工があるかについて論争の中心となった。川勝政太郎氏、鈴木富雄氏は「五輪・宝筐院混合式石塔」と分類し、田岡香逸氏、福沢邦夫氏は五輪塔と宝篋印塔の断石を積み上げた「寄せ集め塔」と発表。論争の中心になった。変形宝篋印塔の名前は1970年（昭和45年）霊山寺にある該当する石塔四基を五輪・宝篋印混合形式の「変形宝篋印塔」として、沼津市の指定史跡にしている。

### 五輪塔

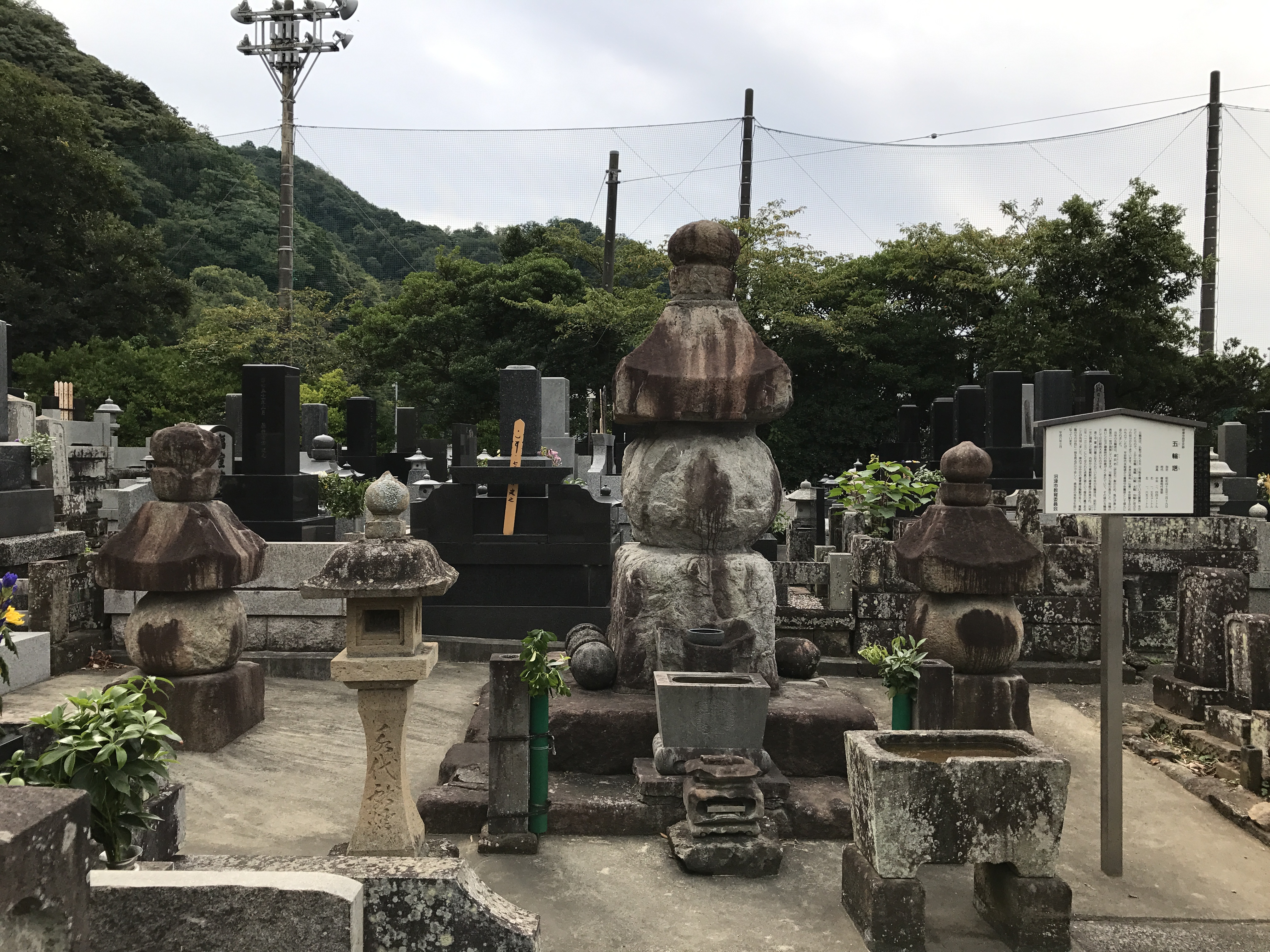
霊山寺五輪塔（2017年9月）

霊山寺墓地の中央に五輪塔は3基の五輪塔があり、沼津市の指定史跡となっている。中央に高さ244センチメートル五輪塔が1基、左右にやや小型の五輪塔2基がある。これらの五輪塔は凝灰岩で作られており、風化が激しいものの、その形状は鎌倉後期の形式・特徴を備えている。中央の最も大きな五輪塔の下からは、精工な青銅製の蔵骨器が出土している。昭和31年、当時現在進行中であった沼津市誌の編さん事業のための調査の一環として、霊山寺の承諾を得て墓石を持ち上げ、蔵骨器が取り出されている。上記調査以前は、霊山寺の五輪塔は、住職の言い伝えや寺の過去帳のなど記録から、平重盛の墓として供養されてきたが、出土した蔵骨器の銘文に「元享三 八十一 成真大徳」とあったことから、現在では、平重盛とは直接は関係ないものとされている。上記調査の際、当時の先代住職の話から中央の五輪塔には、その正面に数字が刻まれていたこと、明治ころまでは僅かに認められたことが分かっている。刻まれた文字は、その後の風化作用で消滅してしまったものの、「駿河志料」によれば鐫字として「○○　三年己亥八月朔日　霊山寺殿証空　大居士　弥兵衛宗清奉之」と刻まれていたとされている（〇〇は磨滅して判読不能。）。

### 蔵骨器
蔵骨器のサイズ、由来は下記の通り
。
- 1合　昭和31年10月17日に静岡県指定有形文化財指定
- 形状は円筒容器で青銅製、直径は16.0センチメートル、高さ12.2センチメートル（本体10.3センチメートル）、本体の厚みは0.3〜0.4センチメートル、同じく蓋は0.25センチメートルである。蓋の内面に銘がある。
- この蔵骨器は、沼津市霊山寺墓地の五輪塔の地輪下の基礎石にあけられた孔中より発見され、現在は同寺院内にて保管されている。一般公開はされていない。1956年（昭和31年）の調査時に蔵骨器の蓋の内面に付着した骨粉、本体底から約三分の一の高さに骨片が接した痕跡の錆が見られた。
- 銘文　元亨三年　癸亥　八十九歳　八　十一　成真大徳
- 成真大徳　元亨三年（1323年）、89歳で没した鎌倉時代後期の律宗の僧侶、宗賢房成真のことで、奈良西大寺の叡尊から伝法灌頂を受けた弟子である。

## ギャラリー

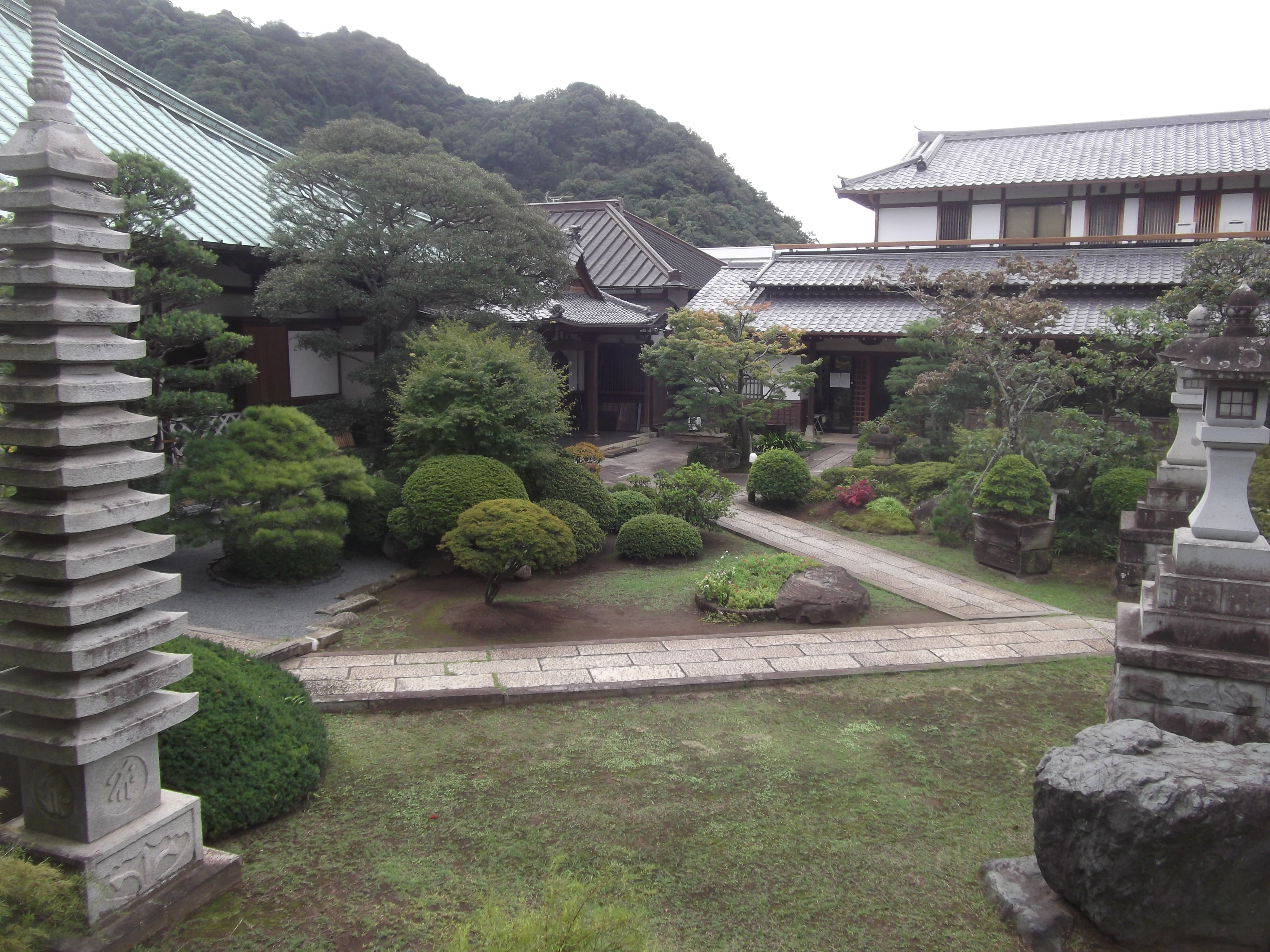
境内（2017年9月）
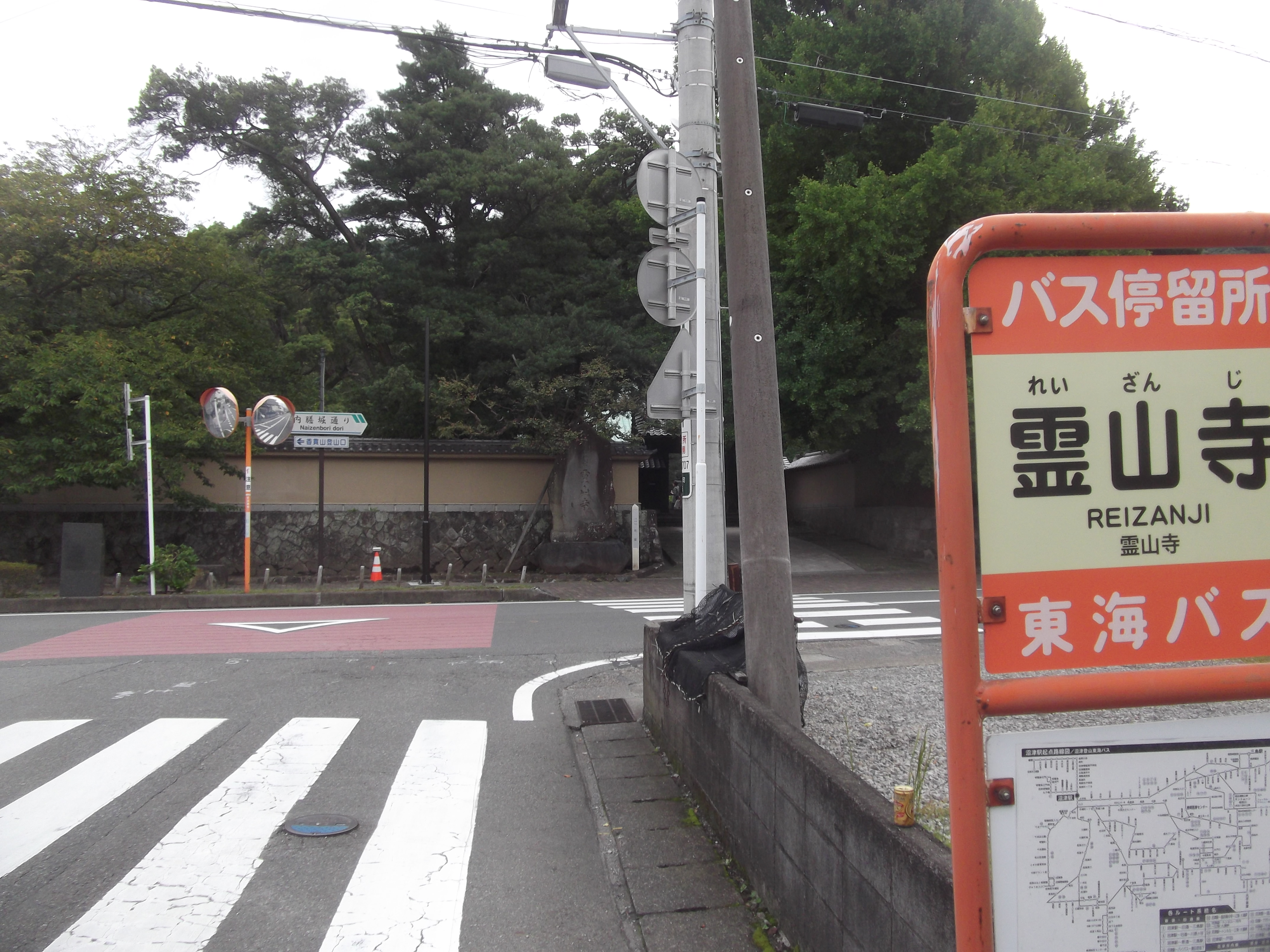
ふりがなが「れいざんじ」になっている霊山寺バス停（2017年9月）

## 交通アクセス
所在地
- 静岡県沼津市本郷町25-37

交通
- 沼津駅南口から沼津登山東海バスで7分 霊山寺から徒歩[20]。